# Tylko dla twoich oczu (film)
Tylko dla twoich oczu (ang. For Your Eyes Only) – brytyjski film sensacyjny z 1981 roku w reżyserii Johna Glena. Dwunasty film wytwórni EON Productions o przygodach agenta 007 Jamesa Bonda. Fabuła filmu nawiązuje do motywów opowiadań Iana Fleminga Tylko dla twoich oczu oraz Ryzyko zamieszczonych w zbiorze Tylko dla twoich oczu. W postać brytyjskiego agenta wcielił się po raz piąty Roger Moore. 007 musi zbadać zagadkę zaginięcia brytyjskiego nadajnika ATAC, służącego do zarządzania flotą Zjednoczonego Królestwa.

## Fabuła

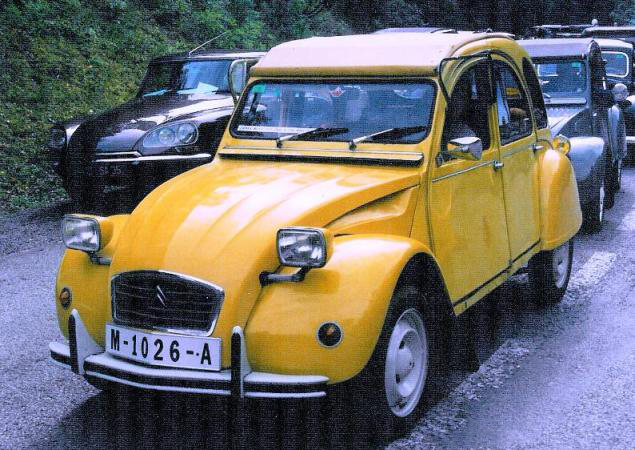
Citroen 2CV użyty w filmie

U wybrzeży Albanii tonie brytyjski statek szpiegowski St Georges z systemem ATAC, czyli automatycznie naprowadzającym urządzeniem sterującym. Sir Timothy Havelock zostaje poproszony przez MI6 o zlokalizowanie wraku, ale wraz z żoną zostaje zabity przez Kubańczyka, Hectora Gonzalesa. James Bond, agent 007 ma dowiedzieć się, przez kogo został wynajęty Kubańczyk. Udaje się on do jego willi niedaleko Madrytu, jednak zostaje uprzedzony przez Melinę, córkę Timothy’ego, która zabija Gonzalesa w akcie zemsty za swoich rodziców. James Bond chwilę przed morderstwem zauważa człowieka przekazującego walizkę z pieniędzmi. Podejrzewa, że to zapłata za wykonanie zlecenia zabójstwa. Dzięki systemowi identyfikującemu osoby, na podstawie opisu wyglądu, odkrywa, że zleceniodawcą był Emile Leopold Locque, pracujący dla greckich przemytników, a obecnie przebywający w Cortinie d’Ampezzo, we Włoszech. James Bond udaje się tam, by spotkać się ze swoim człowiekiem, Luigim Ferrarą. Ten zapoznaje go z greckim kontaktem, Arisem Kristatosem. Od niego Bond dowiaduje się, że poszukiwany przez niego człowiek to prawa ręka Milosa Columbo o pseudonimie „Gołąb”, niegdyś bliski znajomy Kristatosa. Następnie agent 007 spotyka się z Kristatosem już w kasynie w Grecji, gdzie ten wskazuje mu Milosa Columbo, siedzącego nieopodal wraz ze swoją kochanką, contessą Lisl von Schlaf. Agent 007 spotyka się z nią. Podczas porannego spaceru po plaży zostają napadnięci przez Locque’a. W trakcie napadu kobieta ginie.

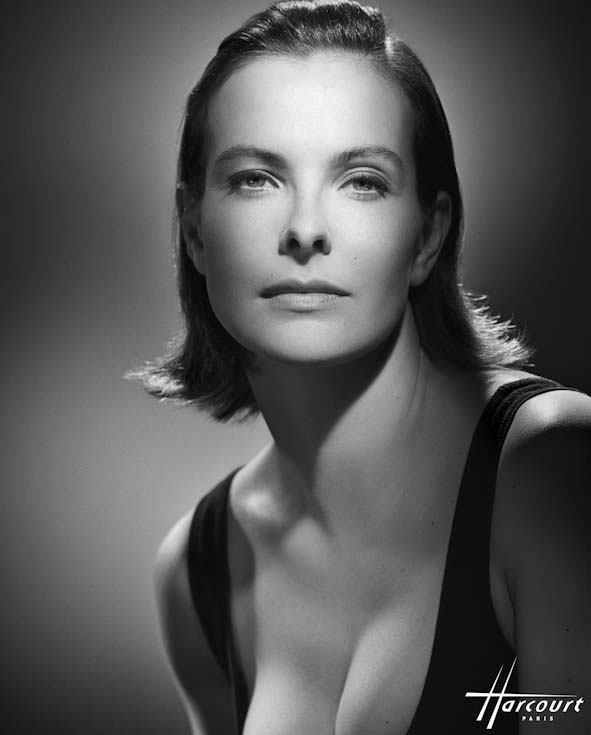
Carole Bouquet wcieliła się w postać dziewczyny Bonda; Meliny.

Atak zostaje przerwany pojawieniem się żołnierzy Milosa Columbo, którzy zabierają Bonda na jego statek. Mężczyzna przekonuje Bonda, że Locque tak naprawdę pracuje dla Kristatosa i to Kristatos, a nie Columbo, jest przemytnikiem narkotyków i to on nasłał agenta 007 na Columbo, gdyż ten jest dla niego zagrożeniem. By to udowodnić zabiera Jamesa do hurtowni Arisa, znajdującej się w Albanii. Dochodzi do konfrontacji, w wyniku której ginie Locque. Korzystając z dziennika pokładowego Timothy’ego Havelocka Bond odkrywa lokalizację wraku. Za pomocą dwuosobowej łodzi podwodnej Neptune, wraz z Meliną udaje się w to miejsce i rozbraja ładunek, do którego był zamocowany system ATAC. Na powierzchni czeka na nich jednak Kristatos i odbiera im ATAC, zamierzając go sprzedać stronie rosyjskiej. Bondowi i Melinie udaje się uciec, a o miejscu planowanego przekazaniu nadajnika dowiadują się od papugi Timothy’ego. Od Milosa agent 007 uzyskuje szczegółowe informacje na temat lokalizacji klasztoru św. Cyryla, którego w czasie wojny Milos i Kristatos użyli jako kryjówki przed Niemcami. W wyniku konfrontacji Kristatos ginie, a nadajnik ATAC zostaje wyrzucony przez Bonda w przepaść, żeby strona rosyjska, której przedstawiciele właśnie przylecieli na miejsce, go nie dostała.

## Produkcja
Po rozgrywającym się w dużej mierze w przestrzeni kosmicznej Moonrakerze (1979) producenci serii postanowili, że kolejny film o Jamesie Bondzie będzie bardziej poważny, nie będzie też zbyt wielu gadżetów.
Do pracy na planie przystąpiono 2 września 1980. Ekipa zaczęła od sceny zatopienia okrętu "Św. Jerzy", którą kręcono na Morzu Północnym. 15 września ekipa przyjechała do Grecji, gdzie powstało wiele scen, m.in. sekwencja ataku na łódź Kristatosa w zatoce na wyspie Korfu. Podczas kręcenia tej sceny jeden ze ślepych pocisków ranił aktora Topola w twarz. Kłopotów przysporzyli ekipie mnisi z klasztorów w położonych w Tesalii Meteorach, gdzie miały się rozgrywać finałowe sceny filmu. Nie pozwalali oni ekipie na wejście do klasztoru, a sprawa zakończyła się w sądzie. Albert Broccoli wygrał z duchownymi i ekipa mogła dokończyć zdjęcia. Z Grecji twórcy filmu udali się jeszcze na Bahamy, gdzie kręcono zdjęcia podwodne, oraz do włoskiej Cortiny d’Ampezzo, gdzie nagrano sceny w plenerach zimowych. W Pinewood nakręcono większość wnętrz i sceny "podwodne" z użyciem wielkich dmuchaw. Z angielskich plenerów wykorzystanych w filmie widzimy Londyn (m.in. opuszczoną gazownię w Beckton), a także - w scenie początkowej - cmentarz przy kościele St. Giles w wiosce Stoke Poges (hrabstwo Buckinghamshire).
Premiera filmu odbyła się 24 czerwca 1981 roku.